# Gareth Forwood
Gareth L John Forwood (* 14. Oktober 1945; † 16. Oktober 2007) war ein britischer Schauspieler.

## Ausbildung und Beruf
Er war das einzige Kind der Schauspieler Anthony Forwood und Glynis Johns. Er wurde an der Chilton Cantelo School in Somerset unterrichtet.
Forwood gab sein professionelles Schauspieldebüt 1967 in The Golden Age. Ein Jahr später gab er sein Kinodebüt in The Bofors Gun. Er wurde ein Charakterdarsteller mit über 40 Auftritten in Film, Fernsehen und Theater. Obwohl er nie den beruflichen Erfolg seiner Eltern erreichte, war Forwoods Karriere von wiederkehrenden Rollen in mehreren großen Produktionen geprägt. Neben seiner Schauspielkarriere arbeitete Forwood als Gastkommentator für die BBC.

## Privates
Forwood heiratete 1973 Veronique Lecoq. Sie bekamen einen Sohn. Forwood zog sich im Jahr 2000 von der Schauspielerei zurück. Später wurde bei ihm Krebs diagnostiziert, und er starb 2007 in seinem Haus in London.

## Filmographie

### Film
| Jahr | Titel                        | Rolle                     | Anmerkungen |
| ---- | ---------------------------- | ------------------------- | ----------- |
| 1968 | The Bofors Gun               | Lt. Packering             |             |
| 1969 | Luftschlacht um England      | Alistair                  |             |
| 1976 | Where Adam Stood             | Mr. Brackley              | Fernsehfilm |
| 1979 | Birth of the Beatles         | Alden                     |             |
| 1980 | Blade on the Feather         | Doctor                    | Fernsehfilm |
| 1981 | Priest of Love               | Photographer on Aquitania |             |
| 1982 | Gandhi                       | Secretary                 |             |
| 1991 | King Ralph                   | Duke                      |             |
| 1992 | Electric Moon                | Ian                       |             |
| 1995 | Prime Suspect: Inner Circles | Denis Carradine           | Fernsehfilm |

### Fernsehen
| Jahr      | Titel                     | Rolle                                   | Anmerkungen       |
| --------- | ------------------------- | --------------------------------------- | ----------------- |
| 1966–1970 | The Wednesday Play        | Cantfield / Colin / Balcar              |                   |
| 1967      | The Golden Age            | Francis                                 |                   |
| 1968      | Detective                 | John                                    |                   |
| 1968      | For Amusement Only        | Second Youth                            |                   |
| 1968      | The Jazz Age              | Tom Kent-Cumberland                     |                   |
| 1969–1972 | ITV Playhouse             | Carr / Martin Wyld                      |                   |
| 1969–1972 | ITV Sunday Night Theatre  | Steven Hindle / Basil Anthony / Desmond |                   |
| 1970      | Daniel Deronda            | Rex Gascoigne                           | Fernseh-Miniserie |
| 1970      | The Main Chance           | Julian Webb                             |                   |
| 1971      | Doctor at Large           | P.C. Mansell                            |                   |
| 1971      | Eyeless in Gaza           | Brian Foxe                              |                   |
| 1972      | Late Night Theatre        | Graham                                  |                   |
| 1973      | Crown Court               | Doctor Park                             |                   |
| 1974      | The Pallisers             | Everett Wharton                         | Fernseh-Miniserie |
| 1975      | The ITV Play              | Jonathan Bridges                        |                   |
| 1980      | Armchair Thriller         | Dr. Crampton                            |                   |
| 1981      | Funny Man                 | Max                                     |                   |
| 1982      | The Year of the French    | Wyndham                                 | Fernseh-Miniserie |
| 1984      | Fairly Secret Army        | Professional Man                        |                   |
| 1985      | Time for Murder           | Algernon                                |                   |
| 1987      | In Sickness and in Health | The Doctor                              |                   |
| 1989      | Mother Love               | Boris                                   | TV Mini Series    |
| 1989–1998 | The Bill                  | Maurice Petrow / Derek Preston          |                   |
| 1990      | Never Come Back           | Male Neighbour                          | Fernseh-Miniserie |
| 1994      | The Cinder Path           | Surgeon                                 | Fernseh-Miniserie |
| 2000      | Bomber                    | Hilary Quentin                          |                   |